# بنك الاتحاد الإسرائيلي
بنك الاتحاد الإسرائيلي المحدود (بالعبرية: בנק אגוד לישראל‏) ، ( تل أبيب: UNON ) ، المعروف على نطاق واسع من قبل في العبرية اسم، بنك اجويد، وضوحا اجوود، (בנק אגוד) هو سادس أكبر بنك إسرائيلي مع ثلاثين فرعا منتشرة في جميع أنحاء البلاد. البنك يتوافق مع تداعيات القروض والفوائد في اليهودية .  

مجلس الإدارة:
زئيف أبيليس هو رئيس مجلس الإدارة .
السيد إزاك مانور
السيد يوفال لانداو
السيد يغئال لانداو
السيد حاييم الموج
السيد عوزي فاردي زير
السيدة معان كوهين المعلم
السيد مائير ديان
السيد البرتو غارفانكيل
أعضاء الإدارة:
السيدة. الرئيس التنفيذي لشركة شيفي شيمر
السيد تل بن آري نائب المدير العام ؛ رئيس قسم الإدارة المالية
السيد ألون بيرون سيغلا نائب المدير العام ؛ رئيس قسم الرقابة وإدارة المخاطر
السيد أرنون زيت نائب المدير العام ؛ رئيس قسم المحاسبين
السيد اسحق عوز نائب المدير العام ؛ رئيس قسم الشركات
السيدة. نيرا شميت مانور نائب المدير العام ؛ رئيس قسم الموارد
السيد توفيا صوفر نائب المدير العام ؛ رئيس الخدمات المصرفية للأفراد وأصول العملاء والشعبة الاستشارية

## روابط خارجية
- الموقع الرسمي (in Hebrew)
- الموقع الرسمي (in English)